# Абрамов, Дмитрий Иванович
Дмитрий Иванович Абрамов — физик, лауреат премии имени В. А. Фока

## Биография
Родился 7 февраля 1947 года в Ленинграде.

### Образование
- Окончил физико-математическую школу № 239.
- 1971 год — окончил физический факультет Ленинградского государственного университета, специальность «теоретическая физика».

### Работа
- с 1971 по 1973 год — инженер в НПО «Позитрон».
- с 1973 по 2006 год — сотрудник НИИ физики имени В. А. Фока, занимая должности от инженера до ведущего научного сотрудника.
- с 2006 года — профессор кафедр квантовой механики физического факультета СПбГУ.

### Учёная степень
- 1977 год — защитил кандидатскую диссертацию на тему «Аналитические результаты в задаче двух кулоновских центров квантовой механики».
1999 год — защитил докторскую диссертацию на тему «Асимптотический подход в прямых и обратных задачах теории атомных столкновений».

### Смерть
Умер 11 февраля 2012 года.

### Научная и общественная деятельность
Область научных интересов — математическая физика, применённая к задачам атомной физики.
Начинал свою научную деятельность с исследования задачи о движении частицы в поле двух неподвижных кулоновских центров. 
Совместно с И. В. Комаровым и С. Ю. Славяновым им был получен ряд очень полезных результатов, связанных с применением метода эталонного уравнения для анализа равномерных асимптотик в этой задаче. В дальнейшем, в сотрудничестве с Л. И. Пономарёвым и его группой, достиг значительного продвижения в применении этих результатов к задаче о мю-мезонном катализе. Работа, выполненная им совместно с Ю. Н. Демковым, была связана с применением метода конформного преобразования в приближении эйконала для рассеяния на системе статических кулоновских центров. Эта работа вошла в цикл «Гармоническое рассеяние», за который Д. И. Абрамов и Ю. Н. Демков были удостоены премии имени В. А. Фока. 
Предложил абсолютно новый метод решения обратной задачи рассеяния в квантовой механике.
Автор более 80 научных работ. 
Вёл большую педагогическую работу, читал общие и специальные курсы и руководил бакалаврскими и магистерскими работами студентов.

## Награды
Премия имени В. А. Фока (совместно с Ю. Н. Демковым, за 1995 год) за цикл работ «Гармоническое рассеяние».